# Leptanilla alexandri
Leptanilla alexandri is een mierensoort uit de onderfamilie van de Leptanillinae. De wetenschappelijke naam van de soort is voor het eerst geldig gepubliceerd in 1969 door Dlussky.